# Scott Menville
Scott David Menville (Malibú, California, 12 de febrero de 1971) es un actor estadounidense.

## Biografía
Menville nació en Malibú, California. Es hijo del animador y escritor de televisión Chuck Menville.
Su primer papel llegó en 1979 en un episodio de Scooby-Doo y Scrappy-Doo. Es conocido por proporcionar la voz de Robin en la serie de dibujos animados Los jóvenes titanes, Lloyd Irving en Tales of Symphonia, asumiendo el papel de Freddy Flintstone de Lennie Weinrib en Los pequeños Picapiedra, y Ma-Ti en Capitán Planeta y los planetarios.
También expresó Jonny Quest en The New Adventures of Jonny Quest, Quicksilver en The Super Hero Squad Show y Kevin French en Mission Hill.
Menville también es músico. Fue el bajista de la banda de rock del sur de California Boy Hits Car, que lanzó tres álbumes hasta que dejó la banda en 2006. Estuvo con la banda desde su fundación. Menville también ha participado en roles de actuación sin voz. Apareció en Ernest Goes to Camp como Crutchfield, y tuvo papeles recurrentes en Tres por tres como Duane, el novio de Kimmy Gibbler, y en Los años maravillosos como el mejor amigo de Wayne, Wart. 
Recientemente, hizo las voces de Metamorpho en Batman: The Brave and the Bold, JT y Jimmy Jones en Ben 10, y repite su papel de Robin en Teen Titans Go!.
En 2016, interpretó a Arthur, la computadora de los gemelos Goodwin en la serie de televisión Second Chance y Sneezy en la serie animada de Disney The 7D. Más tarde, ese mismo año, también repitió su papel de Duane en Fuller House.